# 천재반
본 문서의 이해를 돕기 위한 비자유 그림이 있습니다. 
링크의 파일을 직접 올려 주세요
천재반(영문 원제 For Dummies)은 여러 가지 주제를 다양한 계층의 독자에 익힐 수 있게 쓰인 시리즈이다. 영문 원제는 바보들을 위한-이라는 뜻이지만, 한국어 및 중국어로 출판되는 제목은 천재반이다.